# Jarfke van der Muyden

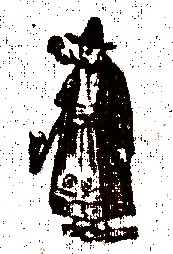
Der Prophet raucht seine Pfeife aus: Prophecye van Jarfke (Drieborg 1896)

Jarfke van der Muyden war ein ostfriesischer Bauer oder Fischer, der ungefähr im 13. Jahrhundert, nach anderen Quellen im 15. Jahrhundert, im nördlichen Rheiderland lebte. Trotz der vielen Unwägbarkeiten um Jarfkes Leben gehen Wilhelm Görges, Franz Louis Fuhse sowie Generalsuperintendent P.G. Bartels aus Aurich davon aus, dass es sich bei dem Propheten um eine reale Person handelt. Der niederländische freischaffende Soziologe und Historiker Otto S. Knottnerus, der sich intensiv mit Fakten und Fiktion zur Dollartgeschichte befasst, hält Jarfke dagegen für eine literarische Erfindung des 16. Jahrhunderts.
Er soll der Urheber eines im 16. Jahrhundert in Emden in niederländischer Sprache Prophecye van Jarfke herausgegebenen Buches sein, in dem er viele Ereignisse in der Geschichte Ostfrieslands und des Rheiderlandes vorhersagte. Dabei blieben seine Prophezeiungen rätselhaft und ließen immer neue Deutungen zu. Die Prophecye van Jarfke wurde vielfach nachgedruckt. Es gibt zwischen 20 und 25 Auflagen, die vor allem in Krisenzeiten neu verlegt wurden.

## Die Prophezeiungen

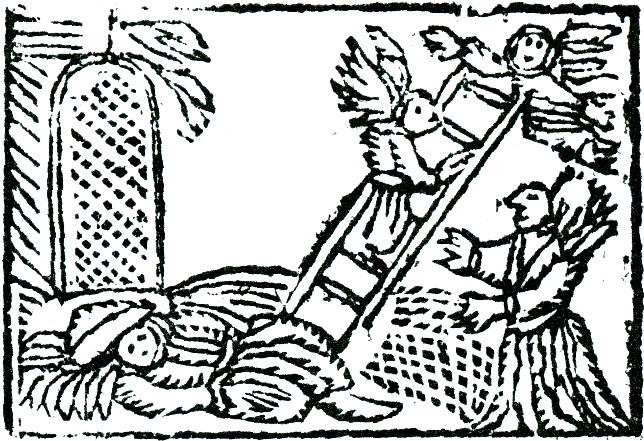
Jarfkes Traum (nach Vorbildern der Jakobsleiter), Groningen ca. 1790

Das Pamphlet trug den Titel Prophecye ofte voerzinge van een geheten Jarfke, van veel wonderlike dingen, die na zyn tyd zullen geschieden int Oldamt ende Westerwoldingerland, als mede int kleine Oldamt, ende van den Krygshandel ende verdistrueringe in Groningerland (Prophezeiung oder Vorhersage eines gewissen Jarfke über viele wunderliche Dinge, die nach seiner Zeit in Oldamt und dem Westwoldingerland sowie im kleinen Oldamt geschehen werden, und über den Kriegshandel und die Zerstörungen im Groningerland). Die Erstveröffentlichung der Prophecye van Jarfke umfasste 16 Seiten im kleinen Oktavformat. Es erschien wohl bald nach 1558 in Emden. Im alten Rheiderland soll es einen Baum gegeben haben, der in seinen Prophezeiungen eine Rolle spielte. Die Bewohner nannten ihn deshalb Jarfkenboom. Im 16. Jahrhundert erschienen allerlei Flugblätter, deren Inhalt angeblich auf Prophezeiungen Jarfkes zurückgeht. Danach soll er unter anderem Kriegsereignisse, unter anderem die Belagerung von Festung Leerort während der Sächsischen Fehde und andere Ereignisse während des Achtzigjährigen Krieges mit den Worten Es wird eine Zeit geben, in der all dies Wasser ist, vorhergesagt haben. Zudem soll Jarfke den Einbruch des Dollarts prophezeit haben. So gibt es eine Liste mit den Namen der im Zuge des Einbruchs untergegangenen Dörfern, die angeblich auf ihn zurückgeht.

## Literatur

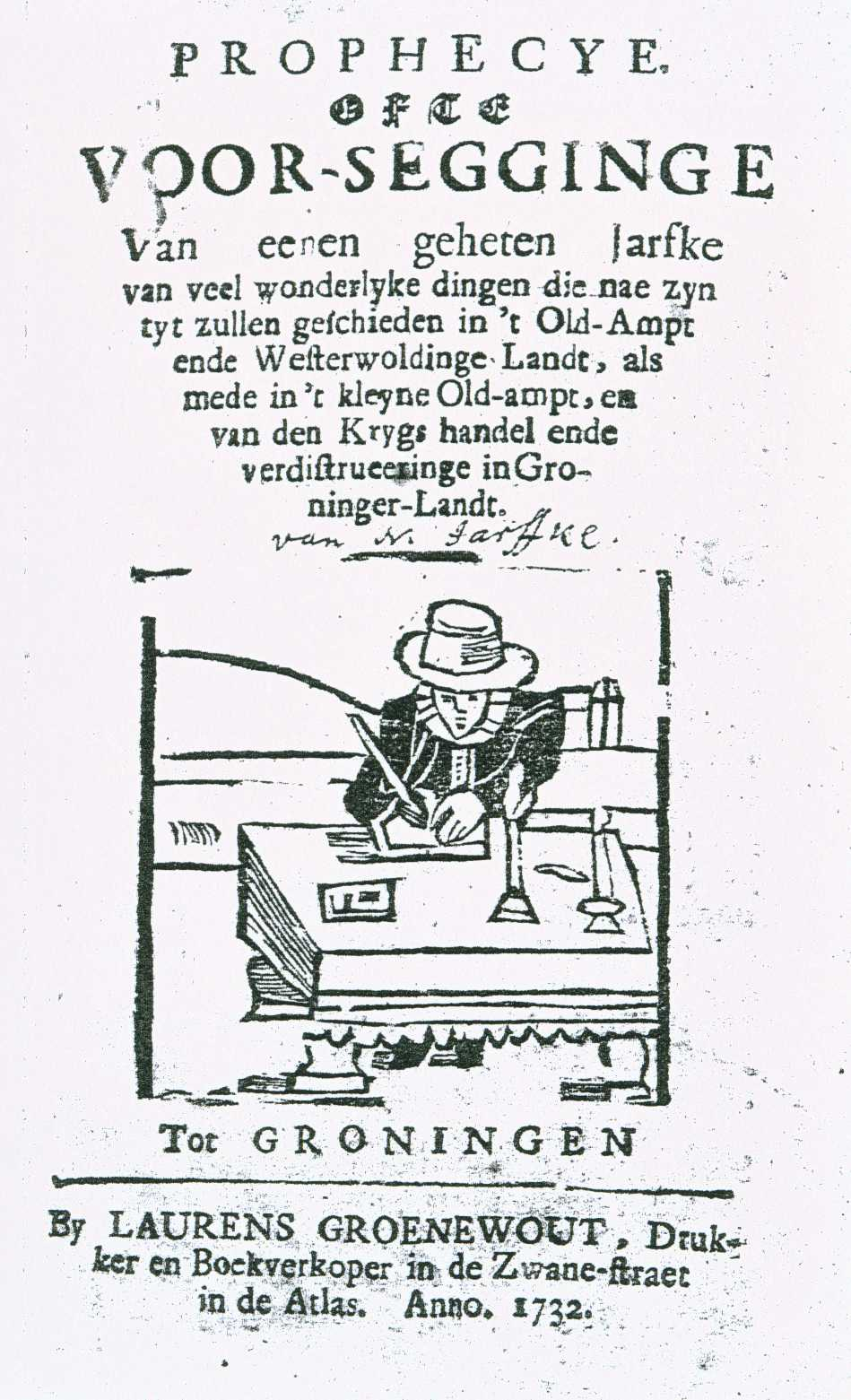
Prophecye van Jarfke (Groningen 1732)

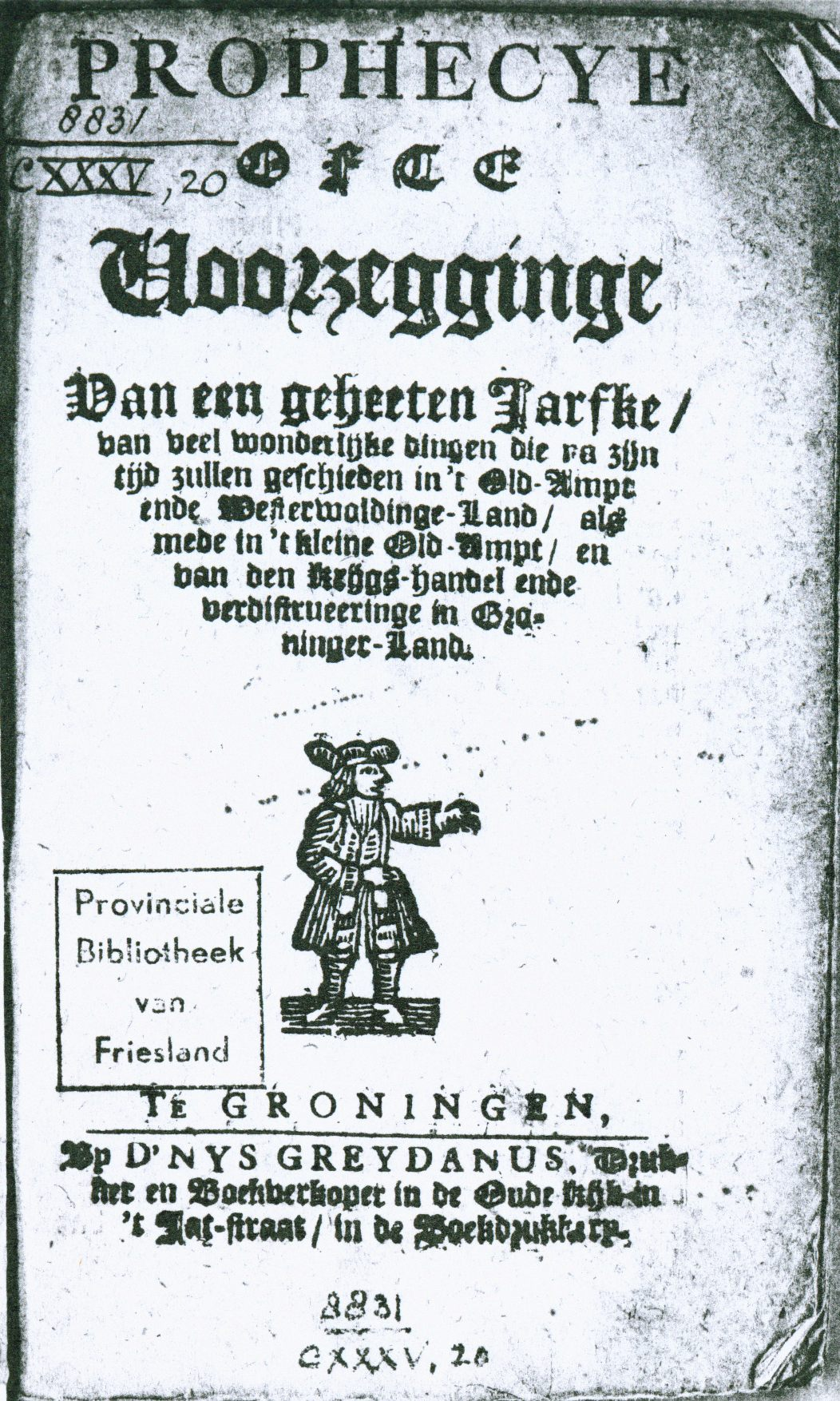
Prophecye van Jarfke (Groningen ca. 1790)